# «В» означає «Вендетта»
«В» означає «Вендетта» (англ. V for Vendetta) — серія коміксів з 10 випусків, написана Аланом Муром і проілюстрована Девідом Ллойдом. Місце дії коміксу — антиутопічна Велика Британія 1980-1990-х років. В основі сюжету лежить історія про таємничого революціонера, який називає себе V і намагається зруйнувати тоталітарний режим, заручившись підтримкою народу. 2006 року за мотивами коміксів компанією Warner Bros. вийшов однойменний фільм.
Серія описує недалеке майбутнє Великої Британії після ядерної війни, яка знищила більшу частину світу, хоча більшість збитків для країни не прямі, а внаслідок потопів і неврожаїв. У цьому майбутньому фашистська партія Північний вогонь (англ. Norsefire) знищила конкурентів у концтаборах і тепер керує країною, перетворивши її в поліцейську державу. V, анархіст-революціонер, одягнений в маску Гая Фокса, починає складну, жорстоку і навмисно театральну кампанію, щоб убити своїх колишніх викрадачів, повалити уряд і переконати людей, що вони самі здатні собою керувати.

## Історія публікації
| Книга                                                      | Глава                     | Quality Communications | DC Comics         |
| ---------------------------------------------------------- | ------------------------- | ---------------------- | ----------------- |
| 1: Європа після Vогню (англ. Europe After the Reign)       | 1: The Villain            | #1 березня 1982        | #1 вересня 1988   |
| 1: Європа після Vогню (англ. Europe After the Reign)       | 2: The Voice              | #2 квітня 1982         | #1 вересня 1988   |
| 1: Європа після Vогню (англ. Europe After the Reign)       | 3: Victims                | #3 липня 1982          | #1 вересня 1988   |
| 1: Європа після Vогню (англ. Europe After the Reign)       | 4: Vaudeville             | #4 липня 1982          | #1 вересня 1988   |
| 1: Європа після Vогню (англ. Europe After the Reign)       | 5: Versions               | #5 вересня 1982        | #2 жовтня 1988    |
| 1: Європа після Vогню (англ. Europe After the Reign)       | 6: The Vision             | #6 жовтня 1982         | #2 жовтня 1988    |
| 1: Європа після Vогню (англ. Europe After the Reign)       | 7: Virtue Victorious      | #7 листопада 1982      | #2 жовтня 1988    |
| 1: Європа після Vогню (англ. Europe After the Reign)       | 8: The Valley             | #8 грудня 1982         | #2 жовтня 1988    |
| 1: Європа після Vогню (англ. Europe After the Reign)       | 9: Violence               | #9 січня 1983          | #3 листопада 1988 |
| 1: Європа після Vогню (англ. Europe After the Reign)       | 10: Venom                 | #10 квітня 1983        | #3 листопада 1988 |
| 1: Європа після Vогню (англ. Europe After the Reign)       | 11: The Vortex            | #11 липня 1983         | #3 листопада 1988 |
| 2: У Vбивчим кабаре (англ. This Vicious Cabaret)           | Прелюдія                  | #12 серпня 1983        | #4 грудня 1988    |
| 2: У Vбивчим кабаре (англ. This Vicious Cabaret)           | 1: The Vanishing          | #13 вересня 1983       | #4 грудня 1988    |
| 2: У Vбивчим кабаре (англ. This Vicious Cabaret)           | 2: The Veil               | #14 жовтня 1983        | #4 грудня 1988    |
| 2: У Vбивчим кабаре (англ. This Vicious Cabaret)           | 3: Video                  | #15 листопада 1983     | #4 грудня 1988    |
| 2: У Vбивчим кабаре (англ. This Vicious Cabaret)           | 4: A Vocational Viewpoint | #16 грудня 1983        | #5 грудня 1988    |
| 2: У Vбивчим кабаре (англ. This Vicious Cabaret)           | 5: The Vacation           | #18 квітня 1984        | #5 грудня 1988    |
| 2: У Vбивчим кабаре (англ. This Vicious Cabaret)           | 6: Variety                | #19 червня 1984        | #5 грудня 1988    |
| 2: У Vбивчим кабаре (англ. This Vicious Cabaret)           | 7: Visitors               | #21 серпня 1984        | #5 грудня 1988    |
| 2: У Vбивчим кабаре (англ. This Vicious Cabaret)           | 8: Vengeance              | #22 вересня 1984       | #6 грудня 1988    |
| 2: У Vбивчим кабаре (англ. This Vicious Cabaret)           | 9: Vicissitude            | #23 жовтня 1984        | #6 грудня 1988    |
| 2: У Vбивчим кабаре (англ. This Vicious Cabaret)           | 10: Vermin                | #24 листопада 1984     | #6 грудня 1988    |
| 2: У Vбивчим кабаре (англ. This Vicious Cabaret)           | 11: Valerie               | #25 грудня 1984        | #6 грудня 1988    |
| 2: У Vбивчим кабаре (англ. This Vicious Cabaret)           | 12: The Verdict           | #26 лютого 1985        | #7 січня 1989     |
| 2: У Vбивчим кабаре (англ. This Vicious Cabaret)           | 13: Values                | #27 (неопублікований)  | #7 січня 1989     |
| 2: У Vбивчим кабаре (англ. This Vicious Cabaret)           | 14: Vignettes             | #28 (неопублікованиц)  | #7 січня 1989     |
| 3: Країна Роби-Що-Хоч (англ. The Land of Do-As-You-Please) | Пролог                    | —                      | #8 лютого 1989    |
| 3: Країна Роби-Що-Хоч (англ. The Land of Do-As-You-Please) | 1: Vox Populi             | —                      | #8 лютого 1989    |
| 3: Країна Роби-Що-Хоч (англ. The Land of Do-As-You-Please) | 2: Verwirrung             | —                      | #8 лютого 1989    |
| 3: Країна Роби-Що-Хоч (англ. The Land of Do-As-You-Please) | 3: Various Valentines     | —                      | #8 лютого 1989    |
| 3: Країна Роби-Що-Хоч (англ. The Land of Do-As-You-Please) | 4: Vestiges               | —                      | #9 березня 1989   |
| 3: Країна Роби-Що-Хоч (англ. The Land of Do-As-You-Please) | V: The Valediction        | —                      | #9 березня 1989   |
| 3: Країна Роби-Що-Хоч (англ. The Land of Do-As-You-Please) | 6: Vectors                | —                      | #9 березня 1989   |
| 3: Країна Роби-Що-Хоч (англ. The Land of Do-As-You-Please) | 7: Vindication            | —                      | #9 березня 1989   |
| 3: Країна Роби-Що-Хоч (англ. The Land of Do-As-You-Please) | 8: Vultures               | —                      | #10 травня 1989   |
| 3: Країна Роби-Що-Хоч (англ. The Land of Do-As-You-Please) | 9: The Vigil              | —                      | #10 травня 1989   |
| 3: Країна Роби-Що-Хоч (англ. The Land of Do-As-You-Please) | 10: The Volcano           | —                      | #10 травня 1989   |
| 3: Країна Роби-Що-Хоч (англ. The Land of Do-As-You-Please) | 11: Valhalla              | —                      | #10 травня 1989   |
| Примітки 1. 2. 3.                                          |                           |                        |                   |

Перші випуски V for Vendetta випускалися в чорно-білому з 1982 по 1985 рік в англійському журналі коміксів Warrior, який видавався компанією Quality Comics. Комікс став одним з найпопулярніших в журналі; деякі обкладинки журналу були присвячені V for Vendetta.
Warrior був закритий в 1985 році, і два останніх готових на той момент випуски V for Vendetta не вийшли. 1988 року компанія DC Comics передрукувала 8 випусків в кольорі, а також вперше опублікувала два останніх випуски.
Згодом вся серія коміксів, включаючи есе Алана Мура «Behind the Painted Smile» (укр. За намальованою посмішкою), вийшла у форматі trade paperback імпринтом Vertigo.

## Теми і мотиви
Серія стала першою, в якій Мур використовував щільну оповідь і численні сюжетні лінії, що буде також використано в коміксі Watchmen. Фон на панелях часто рясніє підказками й відволікаючими деталями; літературні алюзії і гра слів часто присутня в назві розділів і в промовах V (які зазвичай приймають форму ямбічного пентаметра, поетичний метр складається з п'яти складів, другий склад у кожній парі більш підкреслено, ніж перший; найвідоміше його застосування в багатьох роботах Шекспіра).

### Анархізм проти фашизму
Анархізм і фашизм пронизують історію коміксу. Режим партії Norsefire втілює в собі всі риси фашизму: вона вкрай ксенофобна, править народом шляхом страху і сили, і на чолі стоїть сильний лідер. Як і в більшості фашистських режимів, є кілька різних державних організацій, які борються одна з одною, але підпорядковуються одному лідеру. V, між тим, прагне до «вільного суспільства», упорядкованому згодою.

### Особистість
Сам V залишається загадкою, чия історія тільки злегка окреслена. Велика частина історії висвітлена з точок зору інших персонажів: Іві, помічниці та коханої V; Еріка Фінча, втомленого від життя прагматичного детектива, який полює на V; і декількох конкурентів за владу всередині фашистської партії. Руйнівні дії V морально двозначні, і центральною темою серії є раціоналізація звірств в ім'я вищої мети, стабільність то чи свобода. Персонаж є сумішшю фактичного прихильника анархізму і традиційного стереотипу анархістів і терористів.

Мур заявив наступне в інтерв'ю:
|  | Центральне питання історії — чи правий цей хлопець? Чи він просто божевільний? Що ти, читачу, думаєш про це? Що привело до анархістського рішення. Я не хочу говорити людям, що їм думати, я просто хочу сказати людям, щоб вони думали і брали до уваги деякі дійсно екстремістські варіанти, які не виникають в звичайному людському житті |

Мур так і не уточнив нічого в житті V, крім заяв, що «V не батько Іві, не мати Вістлера або няня Чарлі»; він вказує, що особистість V за всю історію так і не розкривається. Двозначність персонажа є провідною темою в історії, яка залишає читача вибирати, розсудливий V чи в стані психозу, герой чи лиходій. Перед тим, як одягнути маску Гая Фокса, ставши новим V, Іві приходить до висновку, що особистість V не важлива, важлива роль, яку він грає, ідея, яку він втілює своєю особистістю.

## Адаптації

### Фільм
У першій кіноадаптації V for Vendetta використовувалася одна зі сцен документального фільму The Mindscape of Alan Moore, знятого на початку 2002 року. Драматизація не містить діалогів головного персонажа, але використовує голос комп'ютера Доля в якості вступу.
17 березня 2006 року компанія Warner Bros. випустила художній фільм-адаптацію коміксу, режисером якого став Джеймс Мактіг (перший помічник режисера трилогії Матриця), сценарій для якого писали Сестри Вачовські.
Алан Мур дистанціювався від фільму, як це було з усіма кіноадаптаціями його робіт на сьогоднішній день. Він розірвав стосунки зі своїм видавцем, DC Comics, після того, як материнська компанія DC Comics, Warner Bros., не змогла прибрати заяву про нібито схвалення фільму Муром. Після прочитання сценарію Мур зазначив:
|  | [Фільм] перетворився на притчу ери Буша, написану людьми занадто боязкими, щоб написати політичну сатиру про свою країну... Це обірвана і значною мірою марна американська фантазія про якусь людину з американськими поняттями про свободу, яка протистоїть державі, керованій неоконсерваторами — не про це був комікс V for Vendetta. Він був про фашизм, про анархію, він був про Англію. |

Він пізніше додав, що якщо Вачовські хотіли протестувати проти того, що відбувається в Сполучених Штатах, вони мали використовувати політичну розповідь, прямо адресований до проблем США, як Мур зробив із Британією. Фільм змінює повідомлення, перетворивши персонажа «V» у борця за свободу замість суперечливого анархіста. В інтерв'ю продюсер Джоел Сільвер припустив, що цю зміну було зроблено не свідомо; він ідентифікував V з коміксу, як ясно окресленого «супергероя… месника в масці, який фактично врятував світ» — спрощення, яке йде врозріз із заявою Мура про ролі V в історії.

## Культурний вплив
Анонімна, заснована в Інтернеті група взяла маску Гая Фокса за символ (як відсилання до інтернет-мему), і використовувала в ході протестів Проєкту «Чаналогія» проти Церкви саєнтології. Ось що сказав Алан Мур про використання мотивів з його коміксу V for Vendetta в інтерв'ю Entertainment Weekly:
|  | Я був дуже задоволений наступного дня, коли побачив у новинах, що були демонстрації біля штаб-квартири Саєнтологів, і потім вони перейшли до кліпу, що показував демонстрантів, що носять маски Гая Фокса, такі же, як V for Vendetta. Я був дуже задоволений. Це принесло мені приємне тепло. |

Згідно журналу Time, використання протестувальниками маски призвело до того, що маска стала найпродаванішою річчю на Amazon.com: за рік було продано понад 100 тис. масок.

## Колекційне видання
Вся історія про V вийшла у колекційному м'якому (ISBN 0-930289-52-8) і твердому (ISBN 1-4012-0792-8) виданні. У серпні 2009 року DC випустила в сліпкейсі Absolute Edition (ISBN 1-4012-2361-3); це видання включає новорозфарбовані сторінки з «німими малюнками» (сторінки, що не містять діалогів) з початкового випуску серії, які не з'являлися в жодному з попередніх видань.